# 3367 Alex
A 3367 Alex (ideiglenes jelöléssel 1983 CA3) a Naprendszer kisbolygóövében található aszteroida. Norman G. Thomas fedezte fel 1983. február 15-én.